# Panolis griseovariegata
Panolis griseovariegata là một loài bướm đêm trong họ Noctuidae.